# Indochine (film)
Indochine är en fransk romantisk dramafilm från 1992. Filmen vann en Oscar för bästa utländska film vid Oscarsgalan 1993.

## Handling
Handlingen utspelar sig i franska Indokina (nuvarande Vietnam) från 1930 till 1954. Eliane (Catherine Deneuve) är änka efter en gummiplantageägare. Hon har inga barn och adopterar därför Camille (Linh Dan Pham), som kommer från en kunglig vietnamesisk familj. Det är bestämt att hon ska gifta sig med Minh (Trinh Van Thinh). Eliane har en kärlekshistoria med den franske officeren Jean-Baptiste (Vincent Pérez), som sen förälskar sig i Camille. Eliane ser till att Jean-Baptiste posteras långt borta samtidigt som hon gifter bort Camille med Minh.

## Rollista i urval
- Catherine Deneuve - Eliane
- Vincent Pérez - Jean-Baptiste
- Linh Dan Pham - Camille
- Jean Yanne - Guy
- Dominique Blanc - Yvette
- Trinh Van Thinh - Minh
- Jean-Baptiste Huynh - Étienne